# Glória d'Oeste
Glória d'Oeste là một đô thị thuộc bang Mato Grosso, Brasil. Đô thị này có diện tích 846,053 km², dân số năm 2007 là 3121 người, mật độ 3,69 người/km².